# En plein air
Szabadban
Cet article possède un paronyme, voir Plein Air.
En plein air (hongrois : Szabadban), Sz 81, BB 89, est une suite de cinq pièces pour piano de Béla Bartók composée en 1926. Elle est dédiée à sa deuxième épouse, Ditta Pásztory.
L'écrivain Milan Kundera a analysé la quatrième pièce de cette œuvre dans Les Testaments trahis.

## Mouvements
1. Avec tambours et fifres
2. Barcarolle
3. Musettes
4. Musiques nocturnes
5. La Chasse